# Aéroport d'Addison
Pour les articles homonymes, voir ADS.
L'aéroport d'Addison (anglais : Addison Airport) (code IATA : ADS • code OACI : KADS • code FAA : ADS) est un aéroport desservant la ville d'Addison dans l'état du Texas aux États-Unis.
Il est géré par la ville d'Addison.